# CaixaBank

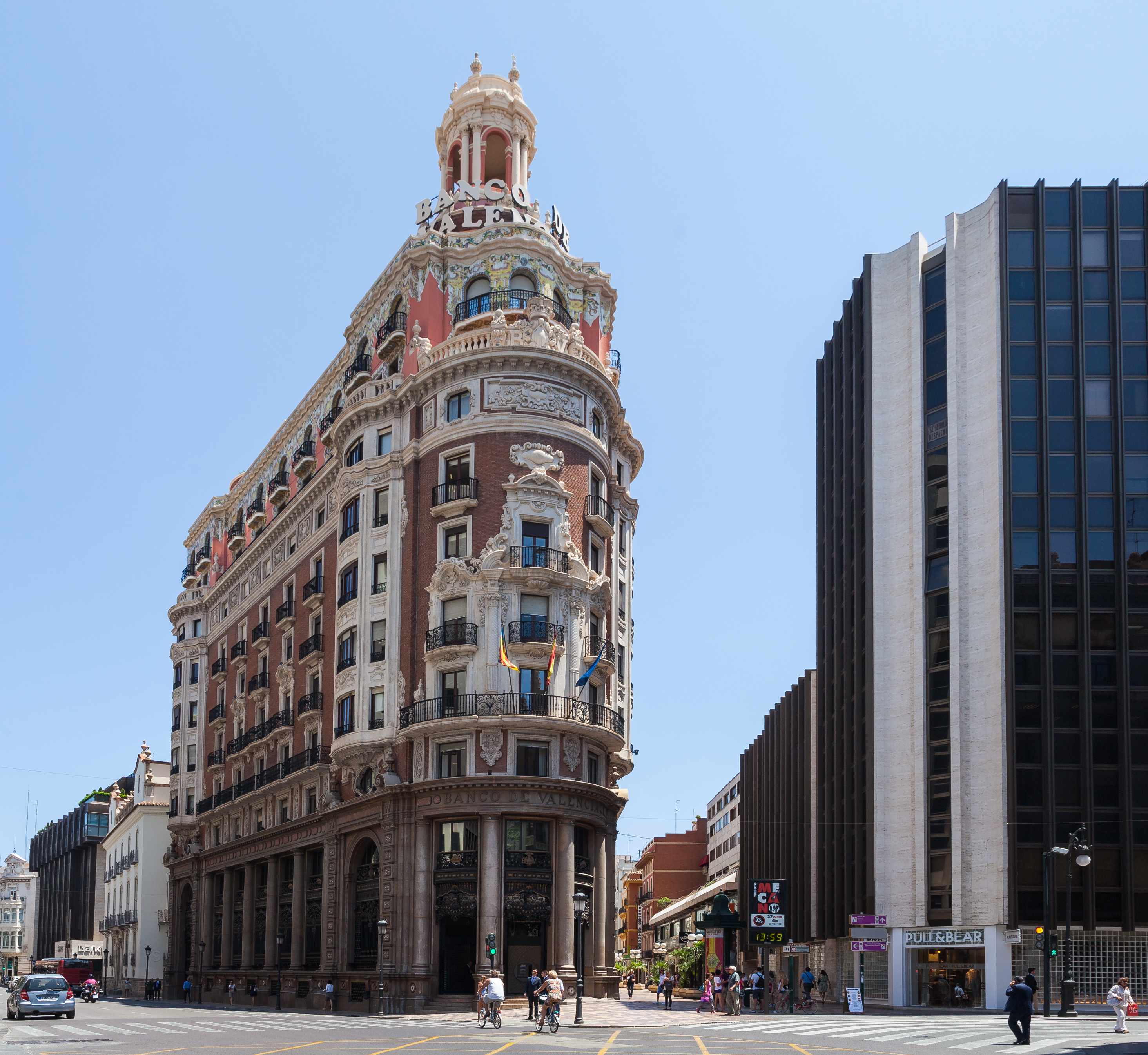
Sede social de CaixaBank (antiguo edificio Banco de Valencia), situada en calle Pintor Sorolla de Valencia.

CaixaBank es un banco español con domicilio social en Valencia y sedes operativas en Barcelona y en Madrid, fundado en 2011 por la Caja de Ahorros y Pensiones de Barcelona ("la Caixa"), que aportó los activos y pasivos de su negocio bancario.
A 31 de diciembre de 2024, los activos de CaixaBank eran de 631.003 millones de euros, siendo la tercera entidad financiera española por volumen de activos en el mundo y la más importante en España. Esa misma fecha contaba con 4.137 oficinas, 46.014 empleados y 20,3 millones de clientes.
Cotiza en la Bolsa de Madrid (CABK) y forma parte del índice IBEX 35.

## Historia

### Nacimiento de MicroBank de "la Caixa"
En 1994, "la Caixa" compró Banco de Europa S.A., propiedad de Carlos Ferrer Salat. En 2007, se decidió el cambio de denominación de Banco de Europa a MicroBank de "la Caixa", S.A., que bajo el lema El banco social de "la Caixa", se convierte en una entidad complementaria a "la Caixa" y especializada en la concesión de microcréditos.

### Nacimiento de Criteria CaixaCorp
En el año 2007, el grupo decidió reorganizar su cartera de inversiones, constituyendo una nueva filial de "la Caixa" centrada en la inversión industrial, a la cual se llamó Criteria CaixaCorp, S.A. Este holding aglutinaba las participaciones del grupo en Gas Natural, Telefónica, Abertis y Agbar, así como algunas empresas no cotizadas del sector financiero-seguros como CaiFor, Invercaixa Gestión, Caixa Renting, PortAventura World y las participaciones en banca internacional. 
El 10 de octubre de 2007, el 20% de Criteria CaixaCorp, S.A. comenzó a cotizar simultáneamente en la Bolsa de Madrid y la Bolsa de Barcelona bajo el símbolo "CRI", por valor de 3.500 millones de euros.
El holding de inversión continuó ejerciendo su función hasta el 28 de enero de 2011, en el que "la Caixa", queriendo reestructurar todo el grupo llevó a cabo la integración de MicroBank de "la Caixa", S.A. dentro de Criteria CaixaCorp, S.A., quedándose esta última con su ficha bancaria y transformándose en un banco. El surgimiento de esta nueva entidad provocó la disolución de MicroBank de "la Caixa", S.A.

### Reestructuración del grupo "la Caixa" y nacimiento de CaixaBank
La reestructuración completa del grupo de "la Caixa", llevada a cabo con el fin de adaptarse a los acuerdos de Basilea II y Basilea III, finalizó el 30 de junio de 2011 cuando la junta extraordinaria de "la Caixa" decidió segregar todo su negocio de banca minorista (capital bancario, activos, depósitos, créditos, sucursales y cartera de clientes) en una nueva entidad llamada CaixaBank que absorbería Criteria CaixaCorp, S.A. La entidad CaixaBank empezó a operar y cotizar el 1 de julio de 2011.
De esta manera, CaixaBank pasó a englobar la actividad bancaria del grupo así como el negocio de seguros y reaseguros. Además, CaixaBank se quedó con las inversiones en bancos internacionales (Erste Bank (Austria, 10%), Bank of East Asia (Hong Kong, 15%), BPI (Portugal, 30%), Boursorama (Francia, 20%) e Inbursa (México, 20%) y las participaciones en Telefónica y Repsol.
Desde ese momento, "la Caixa" dejó de tener negocio bancario, y todos sus clientes fueron trasladados a CaixaBank, quedando la caja de ahorros la única actividad de mantener la obra social. Para reflejar este último cambio, modificó su denominación a Fundación "la Caixa". 
Paralelamente, el grupo reutilizó el nombre "Criteria" para crear una nueva filial de inversiones, a la que se llamó Criteria CaixaHolding S.A.. Esta nueva empresa recibiría de CaixaBank todas las participaciones en empresas industriales, en PortAventura World y el negocio inmobiliario de ServiHabitat, Inmobiliaria Colonial y Metrovacesa considerados activos "problemáticos" tras la explosión de la burbuja inmobiliaria en España, con la intención de mantener CaixaBank limpia de estos activos.
Desde ese momento, "la Caixa" dejó de tener negocio bancario, y todos sus clientes fueron trasladados a CaixaBank, quedando la caja de ahorros la única actividad de mantener la obra social. A pesar de este hecho, la estrategia de marca del grupo decidió que las comunicaciones comerciales con los clientes minoristas y las oficinas de CaixaBank continuarían utilizando la marca comercial "la Caixa" a modo de seudónimo, aunque ya no fuera la caja de ahorros la que desempeñe tales actividades, dejando la marca "CaixaBank" sólo para fines institucionales. "la Caixa" tendría el 81% de CaixaBank.

Estructura del Grupo La Caixa tras su reestructuración en 2010-2011.

En septiembre de 2011, CaixaBank adquirió el negocio bancario y de gestión de fondos de Bankpyme.

### Integración de Banca Cívica

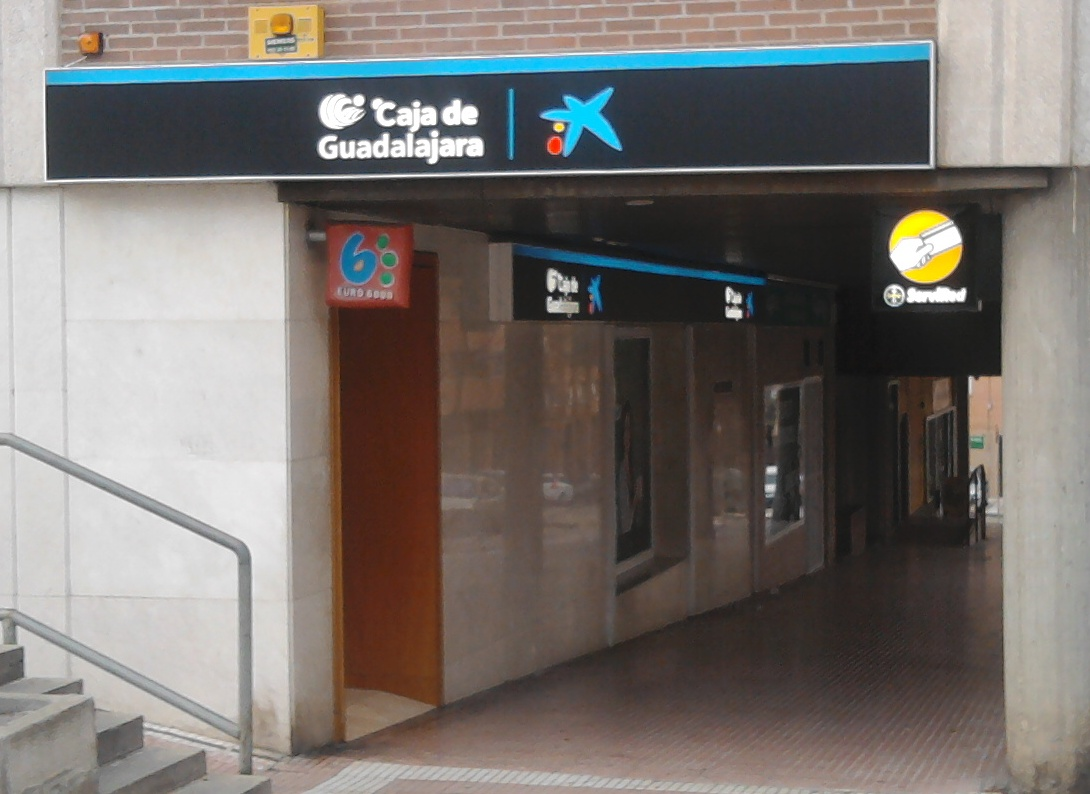
Exterior de una oficina de CaixaBank en Guadalajara, operada con la marca Caja de Guadalajara tras la integración de Banca Cívica.

Banca Cívica (Sistema Institucional de Protección formado por Caja Navarra, Cajasol, CajaCanarias y Caja de Burgos) anunció su absorción por CaixaBank el 23 de marzo de 2012. El 26 de marzo de 2012, CaixaBank aprobó la integración con Banca Cívica. Según se manifestó, la operación conformaría la entidad líder en el mercado español, con más de 14 millones de clientes y unos activos de 342.000 millones de euros y se expresó que la integración no requería ayudas públicas, ni tenía ningún coste para el resto del sector financiero. Las cajas de ahorros con participación en el capital de Banca Cívica se convertirían en accionistas de CaixaBank con un 3,4% del capital (Caja Navarra (1,0%), Cajasol (1,0%), CajaCanarias (0,7%) y Caja de Burgos (0,7%)).
El 26 de junio de 2012, CaixaBank y Banca Cívica celebraron sendas junta general de accionistas de carácter extraordinario para aprobar la fusión por absorción de Banca Cívica por CaixaBank.
El 3 de agosto de 2012, tuvo lugar la inscripción de la escritura de la fusión en el Registro Mercantil, produciéndose con ello la fusión por absorción de Banca Cívica por CaixaBank y la extinción de la primera. Se produjo un intercambio de acciones de 8 por 5 (8 acciones de Banca Cívica de nominal 1 euro por 5 acciones de CaixaBank de igual valor nominal). Como consecuencia, las acciones de Banca Cívica dejaron de cotizar dicho día.
En cuanto a la estrategia de marca de las sucursales absorbidas, CaixaBank decidió eliminar la marca "Banca Cívica" y recuperó, por motivos meramente históricos y culturales, las marcas comerciales -combinadas con el icono corporativo del banco catalán- de las cajas de ahorros que dieron lugar a la entidad a pesar de que ya no sean las antiguas cajas las que operan el negocio financiero. Esta estrategia se decidió que sólo se llevaría a cabo en los territorios de origen de las cajas, de manera que todas las sucursales absorbidas situadas en otros territorios distintos de los de origen perderían dicha denominación y pasarían a ser sucursales convencionales, operadas sólo con la marca "la Caixa".

### Integración de Banco de Valencia
El 27 de noviembre de 2012, el Fondo de Reestructuración Ordenada Bancaria (FROB) comunicó que inyectaría 4.500 millones de euros en Banco de Valencia mediante una ampliación de capital. Una vez suscrita, traspasó Banco de Valencia a CaixaBank por el precio simbólico de un euro.
El 4 de abril de 2013, los consejos de administración de CaixaBank y Banco de Valencia aprobaron la fusión por absorción de la entidad valenciana por parte de la catalana.
El 12 de junio de 2013, la Junta General de Accionistas de Banco de Valencia aprobó la integración en CaixaBank. Se acordó mantener la marca "Banco de Valencia" en las oficinas que tenía el banco en las provincias de Valencia y Castellón junto al logotipo de CaixaBank.
El 19 de julio de 2013, se produjo la inscripción de la escritura de fusión de Banco de Valencia y CaixaBank en el registro mercantil, por lo que la integración de Banco de Valencia en CaixaBank se convirtió en plenamente efectiva.
Tras la absorción del Banco de Valencia por parte de CaixaBank, tanto las oficinas de Banco de Valencia como las de CaixaBank existentes en la Región de Murcia adoptaron la denominación "Banco de Murcia" junto a la estrella característica de la entidad catalana.

### Creación de la Fundación "la Caixa"
En mayo de 2014, "la Caixa" aprobó su liquidación para convertirse en una fundación bancaria, de acuerdo a las exigencias impuestas por la Ley de Cajas de Ahorros y Fundaciones Bancarias. El 17 de junio de 2014 se constituyó dicha fundación. Como consecuencia, se produciría el traspaso a favor de Criteria CaixaHolding de la participación de "la Caixa" en CaixaBank, de modo que la fundación bancaria pasaría a ostentar su participación en CaixaBank a través de Criteria CaixaHolding, y de los instrumentos de deuda de los que era emisor "la Caixa". Dicho traspaso se produjo el 14 de octubre de 2014.

### Integración de Barclays España
El 31 de agosto de 2014, CaixaBank acordó con Barclays Bank PLC la adquisición de Barclays Bank S.A.U., gestor del negocio de banca minorista, gestión de patrimonios y banca corporativa de la entidad británica en España, por 800 millones de euros. El acuerdo excluía el negocio de banca de inversión y Barclaycard por lo que Barclays Bank PLC continuaría operando estos negocios en España.
El 2 de enero de 2015, CaixaBank formalizó la adquisición de la totalidad del capital social de Barclays España por 820 millones de euros (importe ajustable en función del patrimonio neto final a 31 de diciembre de 2014 de Barclays España), una vez obtenidas todas las autorizaciones necesarias. Barclays España aportó 550.000 clientes, 262 oficinas, cerca de 2.400 empleados y unos activos de 21.600 millones de euros.
El 30 de marzo de 2015, los consejos de administración de CaixaBank y de Barclays Bank S.A.U., filial al 100% de la catalana desde el pasado 2 de enero, aprobaron su fusión.
El 14 de mayo de 2015, CaixaBank culminó la absorción de Barclays Bank, S.A.U. Las 261 oficinas de dicha entidad se integraron en la red de CaixaBank, elevando su número de oficinas hasta las 5.438 y alcanzando los 14 millones de clientes. CaixaBank anunció que esas 261 oficinas cambiarán su imagen corporativa en la rotulación exterior de las oficinas por la de CaixaBank. Además, también se anunció que de forma progresiva, la marca CaixaBank se implantaría en la red de oficinas, reforzando el posicionamiento de la entidad como banco global. La integración tecnológica y operativa tuvo lugar en los días 16 y 17 de mayo de 2015.

### Lanzamiento deAgroBank,HolaBankeimaginBank
El 9 de septiembre de 2014, CaixaBank lanzó AgroBank, una nueva línea de negocio especializada en el sector agrario con 400 oficinas en todo el territorio español, diferenciadas visualmente del resto y ubicadas en los núcleos de población cuya actividad económica gira en torno al sector agrario.
El 24 de marzo de 2015, CaixaBank presentó HolaBank, una nueva línea de negocio dirigida a clientes internacionales no residentes en España. Para ello, la entidad abriría 100 oficinas HolaBank, con gestores expertos en Málaga (16), Costa de la Luz (21), Baleares (38) y Canarias (25), que abarcarían 72 municipios, para lo que adaptarían oficinas ya en funcionamiento.
El 14 de enero de 2016, CaixaBank anunció la creación de la marca imaginBank, el primer banco que nace en España exclusivamente diseñado para operar a través de un teléfono móvil. El objetivo de la entidad es captar medio millón de clientes de la denominada generación 'millennial' hasta finales de 2017.

### Venta de participaciones y reestructuración del consejo de gobierno
El 3 de diciembre de 2015, CaixaBank vendió sus participaciones del 17,24% en Hong Kong The Bank of East Asia (BEA) y del 9,01% del mexicano Grupo Financiero Inbursa (GFI) a Criteria Caixa, su principal accionista, por 2.651 millones de euros. Criteria Caixa pagaría la operación con la entrega del 9,9% de sus acciones a CaixaBank, cuyo valor ascendía a 2.009 millones, y un pago en efectivo de 642 millones.
El 31 de mayo de 2016, se produjo el cierre de la operación firmada en diciembre de 2015 descrita anteriormente, por lo que la participación de Criteria Caixa en CaixaBank se redujo al 46,9%.
El 30 de junio de 2016, el consejo de CaixaBank aprobó el nombramiento de Jordi Gual como nuevo presidente no ejecutivo de la entidad. Sustituiría a Isidre Fainé, que optó por seguir presidiendo la Fundación "la Caixa" y el holding Criteria Caixa. Ese día expiraba la prórroga para que Isidre Fainé pudiera compatibilizar la presidencia de las tres instituciones, ya que la ley de fundaciones bancarias impide estar simultáneamente en la fundación y en el consejo del banco.
El 22 de septiembre de 2016, se produjo la venta del 9,9% que mantenía la entidad como autocartera.
El 6 de febrero de 2017, Criteria Caixa llevó a cabo una colocación acelerada entre inversores institucionales y/o cualificados del 5,32% del capital de CaixaBank. Con esta operación, Criteria Caixa, que mantenía un 45,322% del capital de CaixaBank, pasó a ostentar un 40%.
El 26 de septiembre de 2017, CaixaBank informó que el Banco Central Europeo (BCE) había decidido que Criteria Caixa, holding propiedad de la Fundación Bancaria La Caixa, ya no ejercía el control o una influencia dominante sobre la entidad bancaria, y que por lo tanto ya no era su empresa matriz y dejaba de estar bajo la supervisión de la institución europea. Para cumplir con los requisitos del BCE, en los últimos dos años Criteria Caixa había reducido sus derechos políticos y económicos en CaixaBank hasta el 40%, dando entrada a nuevos inversores, y había reducido igualmente su peso en el consejo de administración.
El 29 de junio de 2018, CaixaBank anunció un acuerdo con el fondo estadounidense Lone Star Funds para la venta del 80% de su negocio inmobiliario (incluida Servihabitat, tras haber recomprado el 51% de la misma, vendido a TPG Sixth Street Partners en 2013) por unos 5.600 millones de euros. El valor bruto del 100% de los activos era de 12.800 millones.
El 20 de diciembre de 2018, se formalizó la venta del 80% de su negocio inmobiliario a Lone Star por un precio inicial ajustable de 3.974 millones de euros.

### Integración de Banco Portugués de Investimento (BPI)
El 8 de febrero de 2017, se hizo pública la aceptación mayoritaria de la oferta pública de adquisición (OPA) lanzada por CaixaBank a mediados de enero sobre la entidad lusa Banco Portugués de Investimento (BPI). CaixaBank pasó de controlar el 45,5% del capital del banco portugués al 84,51% en la primera gran operación financiera que se da entre ambos países.
El 28 de diciembre de 2018, dicho banco anunció que CaixaBank era ya dueño del 100 % de sus acciones, después de haberse concretado una oferta de compra del 5% de títulos que aún no poseía a un precio de 1,47 euros por título.

### Integración de Bankia
El 3 de septiembre de 2020, se anunció que CaixaBank y Bankia estudiaban su fusión para crear el mayor banco en España. El Estado pasaría de poseer el 61,8% de Bankia, a tener el 14% de la entidad fusionada, cuyo principal accionista sería la Fundación "la Caixa", que tendría en torno a un 30%. La operación debía contar con el visto bueno del Gobierno ya que el FROB, a través del cual el Estado poseía la participación en Bankia, dependía de la vicepresidenta tercera y ministra de Asuntos Económicos, Nadia Calviño.
El 17 de septiembre de 2020, los consejos de administración de ambas entidades aprobaron la fusión. Se pactó que la Fundación "la Caixa" podía aumentar su peso a más del 40% de forma coyuntural, con la compra de acciones en el mercado, para no perder en la fusión el 30% del capital, que le otorgaba beneficios fiscales. La ecuación de canje de las acciones sería de 0,6845 acciones de CaixaBank de nueva emisión por cada acción de Bankia. Los accionistas de CaixaBank, que emitió 2.080 millones de acciones de nueva emisión, tendrían el 74,2% del "nuevo" banco, y los de Bankia el 25,8% restante. Así, después de la fusión, Criteria Caixa pasaría a ser el primer accionista del banco al tener una participación de alrededor del 30%. Por su parte, el FROB sería el segundo accionista con el 15,6%. Además, Criteria Caixa previó comprar 25 millones de acciones para que su participación no baje de ese umbral. José Ignacio Goirigolzarri sería el presidente ejecutivo con funciones limitadas y Gonzalo Gortázar el primer ejecutivo, con cargo de consejero delegado. La sede social estaría en Valencia, mientras la entidad mantendría una doble sede operativa en Barcelona y Madrid. La entidad superaría los 664.000 millones de euros en activos totales, un volumen que le convertiría en el banco de mayor tamaño del mercado doméstico, con una posición relevante a nivel europeo, una capitalización bursátil superior a los 16.000 millones de euros y más de 20 millones de clientes.
El 23 de octubre de 2020, el FROB dio su visto bueno a la fusión.
El 1 de diciembre de 2020, los accionistas de Bankia aprobaron la fusión; y el 3 de diciembre, lo hicieron los de CaixaBank.
El 23 de marzo de 2021, la Comisión Nacional de los Mercados y la Competencia (CNMC) dio luz verde a la fusión por absorción de Bankia por CaixaBank. La entidad resultante tendría activos por importe superior a los 650.000 millones de euros, unas 6.600 sucursales y una plantilla superior a los 51.000 empleados. El 26 de marzo, se inscribió la escritura de fusión en el Registro Mercantil de Valencia, las acciones de Bankia dejaron de cotizar y el 29 de marzo empezaron a cotizar las nuevas acciones de CaixaBank que recibirían los propietarios de la ya extinta entidad nacionalizada. Finalmente, tras la operación, la Fundación "la Caixa" (a través de Criteria Caixa) pasó a tener un 30,012% de CaixaBank y el FROB (a través de BFA Tenedora de Acciones) un 16,117%.
A partir de entonces, la marca "CaixaBank" comenzó a sustituir a la marca "Bankia". En junio de 2021, se culminó la unificación de ambas marcas. El 14 de noviembre de 2021, CaixaBank culminó la integración tecnológica y operativa de Bankia.

### Nueva etapa
El 30 de octubre de 2024, el presidente de la entidad, José Ignacio Goirigolzarri anunció su renuncia voluntaria. El 1 de enero de 2025, Tomás Muniesa accedería a la presidencia de CaixaBank.

## Accionariado
A 31 de diciembre de 2024, el principal accionista de CaixaBank era la Fundación "la Caixa" (a través de Criteria Caixa) con un 31,222% del capital. El Gobierno de España, a través del Fondo de Reestructuración Ordenada Bancaria (FROB) y la sociedad instrumental de este, BFA Tenedora de Acciones, poseía un 18,029%.

## Red de oficinas

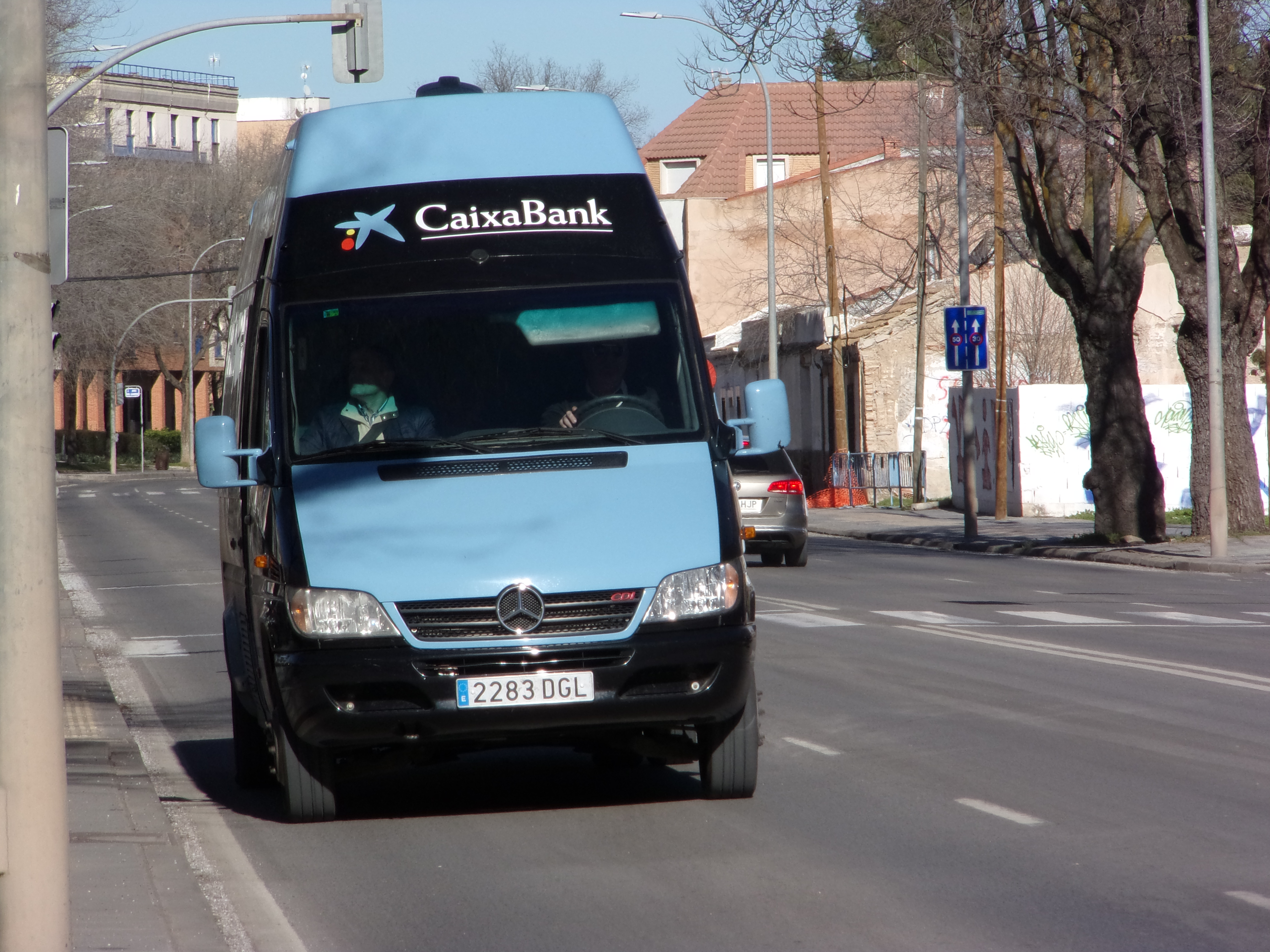
Ofibus de Caixabank en Ciudad Real

A 31 de diciembre de 2024, CaixaBank contaba con 4.137 oficinas (3.825 en España y 312 en el extranjero) así como con 46.014 empleados (41.304 en España y 4.710 en el extranjero).
Algunas de ellas son oficinas con líneas de negocio especializadas, en concreto:
- Centros de Empresa.[54]
- Oficinas de Banca Privada.[55]
- Oficinas AgroBank: modelo de oficina creado en 2014 en núcleos de población cuya actividad económica gira en torno al sector agrario.[28]
- Oficinas HolaBank: modelo de oficina creado en 2015. Es una línea de negocio dirigida a clientes internacionales.[29]
- Oficinas Store: modelo de oficina creado en 2016. Es un sistema de relación que fomenta la innovación, la transparencia y la cercanía. Se promueve la atención personal y el autoservicio.[56] Además, existen también las oficinas Store Negocios.[57]
- Oficinas DayOne: modelo de oficina creado en 2017. Es un concepto de servicios financieros exclusivamente creados para empresas con alto potencial de crecimiento.[58]
- Oficinas All In One: modelo de oficina creado en 2019. Es un concepto en el que se ofrece atención especializada para todos los modelos de negocio financiero, tanto para particulares (con gestores especialistas en Banca Retail, Banca Premier y Banca Privada), como para autónomos, microempresas (Business) y empresas (CaixaBank Empresas).[59]
- Ofibus: Oficina móvil que atiende a pueblos en riesgo de exclusión financiera.[60]

## Patrocinios deportivos

### Fútbol
CaixaBank tiene una fuerte presencia en los patrocinios del fútbol español. Es socio patrocinador principal de la Real Federación Española de Fútbol y de la selección nacional (periodos 2006-2009 y 2018-2024). Es además, la entidad bancaria con mayor número de patrocinios entre los clubes españoles de Primera y Segunda División, entre los que destacan clubes como Valencia CF, FC Barcelona, CD Espanyol, Sevilla FC o Atlético de Madrid.

### Baloncesto
El otro deporte que concentra mayor número de patrocinios de CaixaBank es el baloncesto. Es socio patrocinador principal de la Federación Española de Baloncesto y de la selección nacional desde 2013. A nivel de competiciones de clubes ACB, fue el patrocinador principal de la Copa y la Supercopa, entre 2015 y 2018.

### Pelota valenciana
La Liga Caixabank, anteriormente conocida como Liga Bankia y Circuit Bancaixa, es la liga de escala i corda profesional. En ella se enfrentan diversos equipos de dos o tres jugadores.
Está patrocinada por Caixabank, banco heredero de la actividad comercial de la caja de ahorros local Bancaja, anterior patrocinador de la liga. La primera edición fue disputada en la temporada 1991/92 habiendo participado en ella nombres míticos de este deporte como Sarasol I, Pigat II o Álvaro.

## Críticas
La OCU denunció en marzo de 2015 el cobro de comisiones de 2 euros por sacar dinero de su entonces red de 9.544 cajeros a quienes no eran clientes de la entidad. En este sentido el Servicio de Reclamaciones del Banco de España se pronunció de manera expresa y reiterada considerando como práctica reprochable que las entidades cobren comisiones vulnerando los límites previstos en preceptos legales.